# Sint-Laurentiuskerk (Beyne-Heusay)

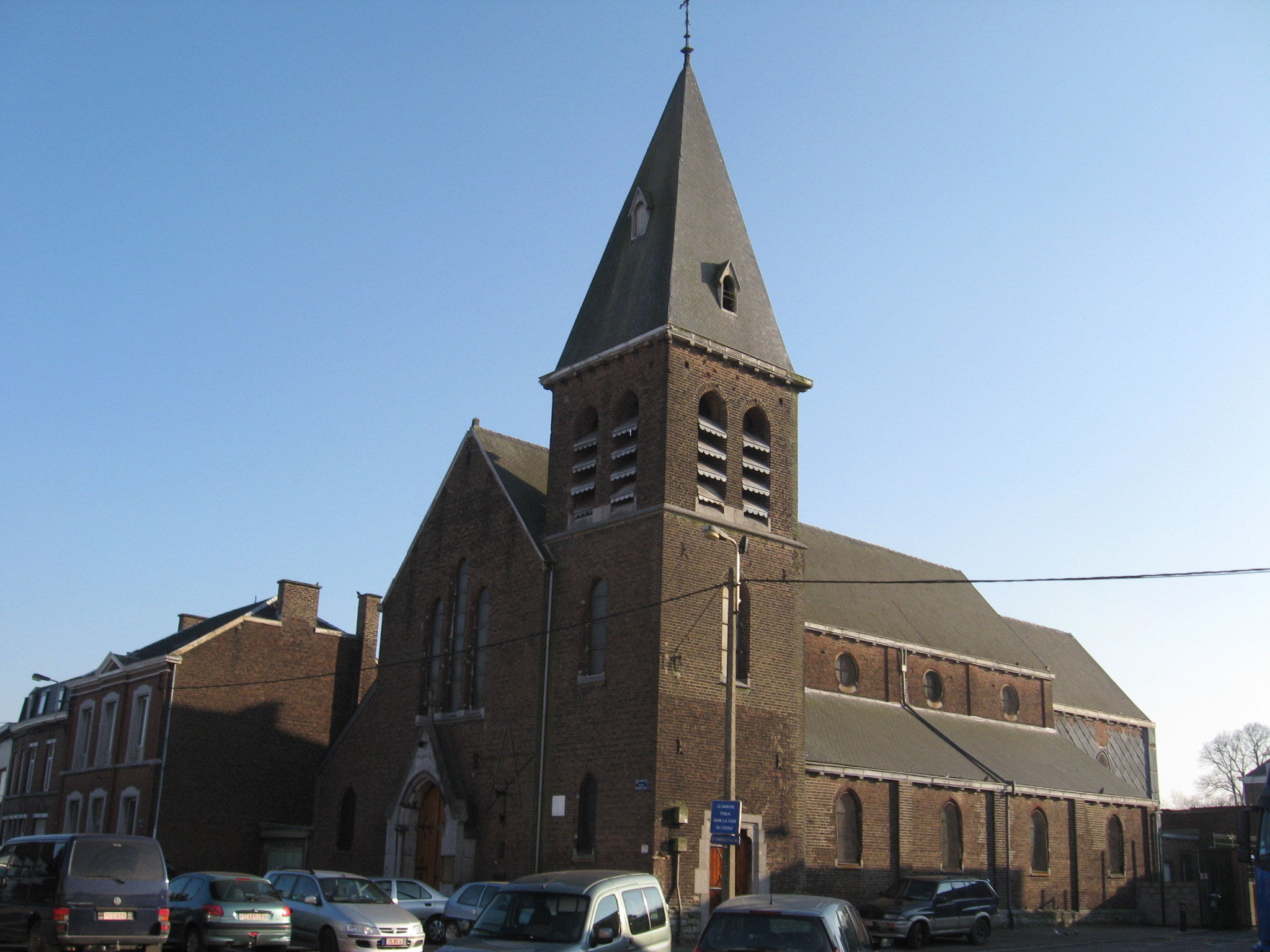
Sint-Laurentiuskerk

De Sint-Laurentiuskerk (Église Saint-Laurent) is de parochiekerk van het tot de Belgische gemeente Beyne-Heusay behorende dorp Heusay, gelegen aan de Rue du Heusay.
De Sint-Laurentiusparochie ontstond in 1832. De huidige kerk werd gebouwd in 1889, naar ontwerp van Edmond Jamar. Het betreft een driebeukige basilicale kerk in neogotische stijl met vlak afgesloten koor. De aangebouwde toren heeft een tentdak.
Het kerkmeubilair is overwegend neogotisch.